# Franco Lizzio
Franco Lizzio (Latina, 21 luglio 1963) è un ex canoista italiano.

## Biografia
Nato nel 1963 a Latina, nel 1991 ha vinto la medaglia di bronzo nel C-1 500 m ai Giochi del Mediterraneo di Atene 1991, terminando in 2'02"00, dietro allo spagnolo Narciso Suárez e al francese Pascal Sylvoz.
A 29 anni ha partecipato ai Giochi olimpici di Barcellona 1992, nel C-1 500 m, dove ha chiuso 6º in batteria con il tempo di 1'57"62, ha passato il ripescaggio, arrivando 1º in 1'54"72, ma è uscito poi in semifinale, terminando 5º con il tempo di 1'56"02 (passavano in finale i primi 4).

## Palmarès

### Giochi del Mediterraneo
- 1 medaglia:
  - 1 bronzo (C-1 500 m ad Atene 1991)